# Michela Cerruti

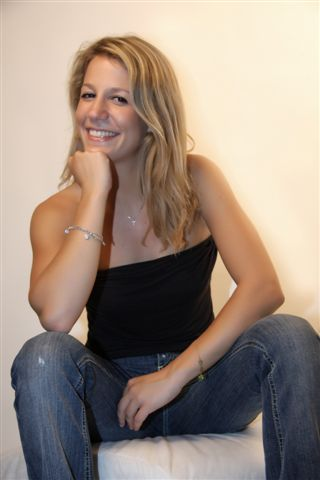
Michela Cerruti.

Michela Cerruti (Rome, 18 februari 1987) is een Italiaans autocoureur.

## Carrière
Cerruti's autosportcarrière begon nadat haar vader Aldo 'Baronio' Cerruti, ook autocoureur, besloot om haar in te schrijven bij een veilig rijden-cursus met Mario Ferraris, de zoon van auto-preparateur Romeo Ferraris. Ferraris was onder de indruk van Michela's snelheid en controle over de wagen en overtuigde haar vader om haar te laten racen.
Cerruti debuteerde in 2008 in het Italian Touring Endurance Championship (CITE) in een Alfa Romeo 147, waarbij ze de auto deelde met Mario Ferraris. Zij eindigden als derde in hun klasse van het kampioenschap. In 2009 bleef ze in de CITE rijden, nu met een Abarth 500.
In 2010 stapte Cerruti over naar de Superstars Series in een Mercedes C63 AMG voor het team Romeo Ferraris. Ook nam ze deel aan het Italiaanse GT-kampioenschap voor het team in een Ferrari F430.
In 2011 bleef Cerruti in de Superstars Series rijden, waarbij ze in het eerste raceweekend op Monza de eerste race als tweede eindigde en de tweede race won. Na dit weekend zakte ze weg in het kampioenschap, waarin ze uiteindelijk als negende eindigde.
In 2012 reed Cerruti opnieuw in het Italiaanse GT-kampioenschap voor het team ROAL Motorsport in een BMW Z4. Opnieuw behaalde ze een overwinning en eindigde ze als tiende in het kampioenschap.
In 2012 maakte Cerruti ook haar debuut in het formuleracing in de Toyota Racing Series in Nieuw-Zeeland voor het team Victory Motor Racing. Met drie tiende plaatsen als beste resultaat eindigde ze als zestiende in het kampioenschap. Later dat jaar maakte zij ook haar debuut in de Formule 3 in zowel het Duitse kampioenschap en in de Europese F3 Open. In het Duitse kampioenschap eindigde ze als vijftiende met drie punten en in de Europese F3 Open eindigde ze als dertigste zonder punten.
In 2013 stapte Cerruti over naar het nieuwe Europees Formule 3-kampioenschap, waar zij drie raceweekenden reed voor het team Romeo Ferraris. Haar beste resultaat was hier een achttiende plaats op de Norisring. Ook reed ze twee raceweekenden in de Auto GP voor het team MLR 71, waar ze op de Nürburgring tweemaal punten behaalde.
In 2014 stapte Cerruti fulltime over naar de Auto GP, waar ze voor het team Super Nova International. Op het Autodromo Enzo e Dino Ferrari behaalde ze haar eerste overwinning. Ze reed in het seizoen 2014-2015 in het elektrische kampioenschap Formule E voor Trulli GP, met teambaas Jarno Trulli als teamgenoot.